# Ernest Archdeacon
Ernest Archdeacon (París, 28 de març de 1863 - Versalles, 3 de gener de 1950) va ser un ric advocat francès, d'ascendència irlandesa. Va ser un pioner de l'automobilisme i de l'aviació a França abans de la Primera Guerra Mundial, així com de l'esperanto.

## Biografia
Com a entusiasta motorista esportiu, Archdeacon va participar en molts dels principals esdeveniments del període. Així, el 1894 va acabar el 17è a la primera cursa de cotxes del món, de París a Rouen, cobrint la distància de 127 km en 13 hores. El 1896 va acabar 7è a la París-Marsella-París Trail, cobrint els 1710 quilòmetres en 75 hores, 29 minuts i 48 segons. El 1897 va acabar el 20è al Trail de París-Dieppe, cobrint els 170,8 quilòmetres en 5 hores, 41 minuts i 15 segons. El 1899 va acabar 8è en el Niça-Castellane-Niça, cobrint els 120,7 quilòmetres en 3 hores i 40 minuts.
Ara bé, probablement la seva faceta per la qual ha passat a la posteritat sigui l'aviació. Als 20 anys va fer el seu primer vol en globus. Juntament amb el magnat del petroli Henri Deutsch de la Meurthe, el 1898 va ser un dels fundadors de l'Aéro-Club de France, el club d'aviació més antic del món i que va ser frecuentat, entre d'altres, per personalitats com Jules Verne i la seva dona. Un dels objectius d'aquest club era avançar als estatunidencs germans Wright a la cursa per millorar les construccions aeronàutiques. També va ser un important mecenes i promotor de les competicions europees d'aviació europea. Per exemple, el 1906 va instituir la Copa Archdeacon, per a un vol mínim de 25 metres amb un aparell més pesat que l'aire i autopropulsat, que guanyaria Alberto Santos-Dumont. El 29 de maig de 1908 Ernest Archdeacon es va convertir en el primer passatger en un vol pilotat al continent europeu, a la ciutat de Gant, acompanyant a Henry Farman.
També va ser un entusiasta propagador de la llengua auxiliar internacional esperanto, que va aprendre el 1908. El 1909, com a membre de la cambra de diputats francesa, va participar en el 5è Congrés Universal d'Esperanto, que va tenir lloc a Barcelona. El 1910 va escriure Pourquoi je suis devenu Esperantiste (Paris, ed Fayard, 265 pàg), prologat per Henri Farman. El 1925 va ser escollit president de la Société Française pour la Propagation de l'Espéranto, l'actual Espéranto-France. El 19 d'abril de 1940 el català Jaume Grau i Casas escriu a la seva dona des del camp de concentració de Brams, explicant-li que ha rebut diners, llibres i altra ajuda de diversos esperantistes francesos i suiïssos i menciona específicament Ernest Archdeacon, qui li hauria escrit per intermediació del general Louis Bastien.
Està enterrat al cementiri del Père-Lachaise.